# Saidjahus guttatus
Saidjahus guttatus är en kräftdjursart som först beskrevs av Dollfus1898.  Saidjahus guttatus ingår i släktet Saidjahus och familjen Eubelidae. Inga underarter finns listade i Catalogue of Life.